# 加藤長家
加藤 長家（かとう ながいえ）は幕末の豊後岡藩士。勤王派として活動した。

## 生涯
幼名は条之助。200石の家督を継いで吟味役となり、大坂藩邸に勤務し、後に先備組頭に進んだ。
小河一敏・中川栖山・渡辺彦九郎・広瀬重武等と交わって勤王論を唱え、文久2年（1862年）春、藩庁に決起を主張したが、家老等には受け入れられなかった。2月小河一敏等が薩摩国に行くと、自身は渡辺彦九郎と江戸へ向かった。藩の佐幕派はこれを聞いて江戸藩邸に急報を送り、江戸から吉田肇・小原隼太が派遣され、遠江国で落ち合い帰藩を促されたが、これを振り切って藩邸に到着し、久昭に対して九州の情勢と大義名分論を説き、帰藩して決起を実行するよう訴えた。
文久4年（1864年）4月久昭は帰国したものの、決起は実行されなかった。小河一敏等のグループが寺田屋騒動で計画を果たせず帰国すると、長家も謹慎を命じられたが、間もなく解除された。
慶応4年（1868年）先手物頭となり、町奉行兼勘定奉行を命じられた。明治3年（1870年）3月参政に転じ、5月権大参事、9月東京詰公議人となり、30人扶持を給された。明治4年（1871年）辞職し、中川久成家令となり、上京した。その後辞職して帰郷し、1892年（明治25年）3月に死去した。